# Chapelle des Chariottes
La chapelle des Chariottes est un édifice religieux de la ville d'Arras, classé monument historique en 1921.

## Histoire
« Charmante chapelle », selon Verlaine, le bâtiment est sis rue de Jérusalem à Arras.